# 문현정 (탁구 선수)
문현정(1984년 5월 6일 ~ )은 대한민국의 탁구 선수이다. 오른손 펜홀더 드라이브 전형으로, 2019년 기준으로 수원시청 소속이다.

## 선수 생활
2005년 한국 제주도 아시아 선수권대회에서 단체 은메달을 획득하였다. 2013년 전지희를 꺾고 제66회 종합탁구선수권대회 여자 단식에서 생애 첫 우승을 차지했다.